# Johann Arndt
Johann Arndt (Johann Arndként is említik) (Edderitz, 1555. december 27. – Celle, 1621. május 11.) német író és költő, evangélikus prédikátor, lelkész és szuperintendens. Számos befolyásos könyvet írt az áhítatos kereszténységről, a pietizmus előfutáraként tekintenek rá.

## Élete
Teológiai tanulmányait Helmstedtben, Wittenbergben, Strassburgban és Bázelban végezte, ahol a lutheránus ortodoxia nagy hatással volt rá.
1581-ben diakónus lett szülőhelyén, 1582-ben Quedlinburgban és Braunschweigben munkálkodott. 1611-től Braunschweig-Lüneburg szuperintendenseként a tanügyi reformot irányította a fejedelemségben. Elkészítette az új egyházi rendtartást, és az evangélikus egyházközösség lelki megújítása érdekében fáradozott.

## Írásai
Arndt hírneve az írásain nyugszik. Ezek főleg misztikus és áhítatos jellegűek voltak, főleg Szent Bernát, Johannes Tauler és Kempis Tamás ihlette őt. Jelentős hatást gyakorolt a pietizmusra.
Írásai az evangélikus misztikát gazdagították, a leghíresebb Kempis Tamás hatását mutatja: az igaz kereszténységről szóló mű Isten és a hívő ember közötti kapcsolatot tanulmányozza. A fő kérdése a kegyelem által adott hitben létrejövő istenkapcsolat kialakulása, annak állomásai, valamint ennek kivetítése a természet világára.
Vallásos dalait napjainkban is éneklik. Később igen népszerűvé vált imádságoskönyve a keresztény erények gyakorlatára készített fel, és több prédikáció-sorozatát és bibliamagyarázatait is tartalmazta.

### Fő művei
- Vier Bücher vom wahren Christentum 1-4. (Az igaz kereszténységről négy mű); Braunschweig-Magdeburg, 1606-1610
- Paradiesgartlein voller christlichen Tugenden (Kis paradicsomkert keresztény erényekkel); Magdeburg, 1612
- Auslegung des ganzen Psalters in 451 Predigten (A Zsoltárok értelmezése); Jéna, 1617
- Werke 1-3.; Leipzig-Görlitz, 1734-1736

## Művei magyarul
- Keresztyéni jósagos tselekedetekkel tellyes paraditsom kertetske; melly hogy a figyelmetes tanúság és vigasztalással tellyes könyörgések által a lelkekbe béplántáltassék: azoknak keresztyéni épületekre, kik az igaz isteni idvezítést szeretik, egybe-foglaltatott és elkészítetett Arnd János, a Lüneburgumi Fejedelemségnek püspöke: mostan pedig német nyelvböl nemzete hasznára, egy Méltóságos Aszszony akaratjából hasznos registromával együtt magyarrá fordittatott M. D. Huszti Istvan által; Tótfalusi Miklós, Kolozsvár, 1698
- Arnd Jánosnak az igaz keresztyénségről írott négy könyvei, egy lelki pestises időre tartozó tanátsal együtt; ford. Wázsonyi Márton, jav. Bárány György, sajtó alá rend. Szabó János; s.n., Jéna, 1741
- A kereszt nehéz terhe alatt el-bágyatt sziveket élesztö jó illatú XII. Liliom. Mellyeket, a keseredett szivek vigasztalására, Arnd Jánosnak, a Luneburgumi Fejedelemségben való püspöknek, az igaz keresztyénségtöl német nyelven kiadott könyvéböl válogatott-ki, és XII. részekben foglalván azokhoz való imádságokkal együtt, magyar nyelvre fordított, az édes férjéért való szebeni méltatlan rabságában: és immár Isten kegyelméböl meg-szabadúlván, annak háládatos örök emlekezetire, és a kereszt viselö szenteknek lelki hasznokra, maga költségével ki-nyomtattatott gróf Petrőczi Kata Szidonia; Telegdi Pap Samuel, Kolozsvár, 1705
- Kerestyéni ióságos tselekedekkel, tellyes paraditsom kertetske, melly ióságos tselekedetek, mint annyi plánták, az áhétatos és buzgó könyörgés által a' lélekbe béóltattattnak / azoknak lelki épületekre, kik az istenes életet szeretik, elkészíttetett Arnd Iános által, mostan pedig, Huszti István MDCXCVIII esztendőbeli forditása után, számtalan helyeken meg-jobbíttatott, és hasznos tóldalékjával együtt ki botsáttatott, Bél Mátyás által; Peter Conrad Monath, Nürnberg, 1724
- Petrőczy Kata Szidónia: Jó illattal füstölgő igaz szív; szerk. Nagy Zsófia, előszó Szűcs Teri; Koinónia, Kolozsvár, 2003 (Praxis pietatis)[1]
- Johann Arndt az ősi filozófiáról. Szövegváltozatok Carlos Gilly tanulmányával; ford., utószó Hankó Péter; SZTE Régi Magyar Irodalmi Tanszék–SZTE Német Irodalomtudományi Tanszék, Szeged, 2003 (Fiatal filológusok füzetei. Korai újkor)